# Hovauditör
Hovauditör är titeln för svenska kungafamiljens och Riksmarskalksämbetets advokat. Sedan den 1 juni 2021 är Lena Frånstedt Lofalk hovauditör.

## Följande personer har innehaft ämbetet (listan är inte komplett)
- 1912–1918 – Albert Kôersner
- 1938–1950 – Birger Barre
- 1950–1973 – Sune Wetter
- 1973–1995 – J. Gillis Wetter
- 1996–2008 – Bengt Ljungqvist
- 2009–2021 – Axel Calissendorff
- 2021 – Lena Frånstedt Lofalk